# Acesina zephyretta
Acesina zephyretta är en fjärilsart som beskrevs av William Doherty 1891. Acesina zephyretta ingår i släktet Acesina och familjen juvelvingar. Inga underarter finns listade i Catalogue of Life.